# Franz Preidl von Hassenbrunn

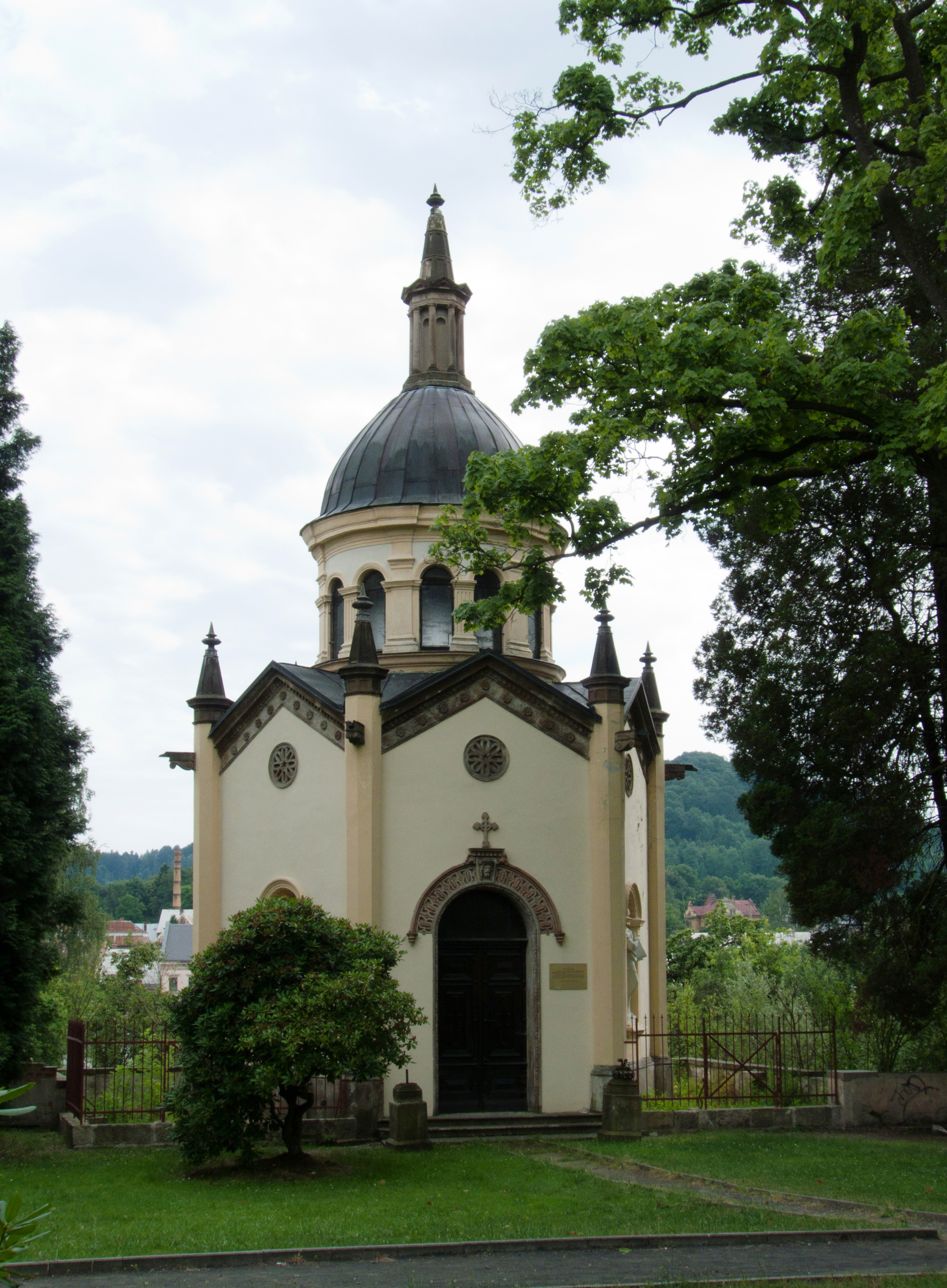
Grabkapelle von Franz Preidl neben der Wallfahrtskapelle Maria Geburt in Böhmisch Kamnitz

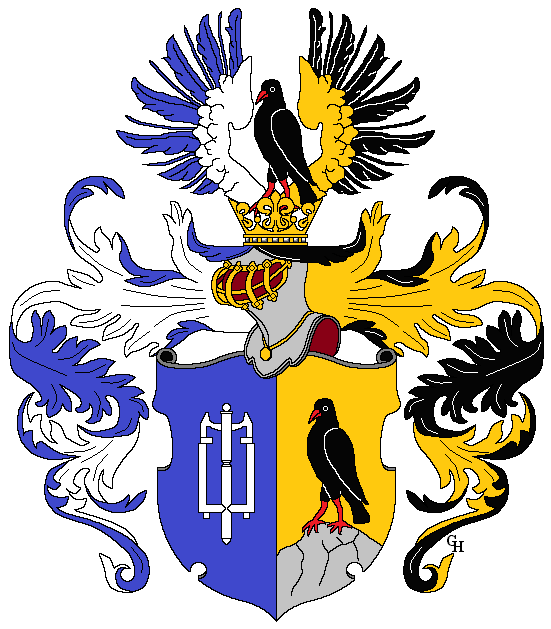
Wappen Preidl von Hassenbrunn, 1887

Franz Preidl, seit 1887 Preidl Edler von Hassenbrunn (* 26. Dezember 1810 in Hasel; † 28. August 1889 in Tschischkowitz) war ein böhmischer Unternehmer.

## Leben
Franz Preidl war das älteste von mehreren Kindern. In Böhmisch Kamnitz (Česká Kamenice) und Kamnitz-Neudörfel (Kamenická Nová Víska) errichtete der Großindustrielle 1855 Webereien und Spinnereien, die bekanntesten sind die drei Rabsteiner Fabriken, und in der Umgebung weitere Textilmanufakturen, aber auch Mühlen. Daneben besaß er die Burg Hassenstein (Burg Hasištejn) und war Besitzer der Ländereien um Brunnersdorf (Prunéřov). In Kamnitz ließ er im neugotischen Stile ein Spital bauen, das vom geistlichen Hofrat Augustin Zippe entworfen wurde.
1887 (Diplom ausgefertigt am 21. Januar 1888) wurde Franz Preidl als „Edler von Hassenbrunn“ vom österreichischen Kaiser in den Adelsstand erhoben.